# Playmobil
Playmobil és una línia de joguines produïdes pel grup Brandstätter, amb seu a Zirndorf, Alemanya.
L'empresa alemanya fou fundada l'any 1876 per Andreas Brandstätter a Fürth, Baviera, i es dedicava a la producció de cadenats. L'any 1921 produïa principalment joguines metàl·liques com porquets, telèfons i caixes registradores. L'any 1954, la producció canvià i passà a dedicar-se als articles de plàstic. A principis dels anys 60 la pujada del preu del petroli va multiplicar per sis el preu de les joguines, ja que aquestes estan fetes de plàstic, i el plàstic prové del petroli. Això va provocar que algunes joguines com l'"Hoola hop" van convertir-se en objectes de luxe, articles pràcticament impossible d'aconseguir, a causa de la gran quantitat de plàstic necessari per fabricar-lo. Per aquest motiu, l'empresa Geobra Brandstätter, va decidir tirar endavant el projecte que el seu dissenyador en cap, Hans Beck, tenia entre mans. Era quelcom petit (per tant no gaire costós), i amb múltiples possibilitats de joc, ideal en temps de crisis. La línia de productes Playmobil fou introduïda l'any 1974 a Nürnberg i començà a vendre's mundialment l'any 1975. A Espanya va arribar dos anys més tard de la mà de la casa Famosa. Les tres primeres figures que van aparèixer van ser un paleta, un indi nord-americà i un cavaller medieval amb armadura.
Les joguines Playmobil són unes figures articulades d'uns 7,5 cm, de les quals se n'han venut uns 2.000 milions arreu del món. El creador d'aquestes figures "sense nas", va morir el febrer del 2009 a l'edat de 79 anys.
Les joguines Playmobil es comercialitzen en diversos països a més d'Alemanya, entre els quals hi ha Anglaterra, Xipre, Malta, Espanya, Japó, Estats Units d'Amèrica, Argentina…

## Parc d'atraccions Playmobil
Existeixen parcs temàtics on es pot gaudir de jocs inspirats en les figures de Playmobil i amb les mateixes joguines. N'hi ha a Alemanya, Grècia, Malta, EEUU i França.

## Polèmiques
Playmobil ha rebut crítiques per la manca de presència de la llengua catalana en l'etiquetatge dels seus productes, cosa que va en contra de la legislació vigent. La Plataforma per la Llengua va recollir més de 15.000 queixes de consumidors vers l'empresa per demanar el compliment del Codi de Consum de Catalunya i un tractament similar vers els consumidors catalans al que té l'empresa amb la resta de comunitats lingüístiques europees de dimensions similars.